# Benamocarra
 Benamocarra  est une commune de la province de Malaga dans la communauté autonome d'Andalousie en Espagne.

## Démographie
| 1991  | 1996  | 2001  | 2004  | 2005  |
| ----- | ----- | ----- | ----- | ----- |
| 2 789 | 2 779 | 2 825 | 2 881 | 2 887 |